# 鬼ユリ校長、走る!
鬼ユリ校長、走る!（おにユリこうちょう、はしる!）は1994年に関西テレビ放送が製作し、日曜21時台の花王ファミリースペシャル枠で放送したテレビドラマ。

## 概要
小学校の校長（樹木希林）が花巻市の小学校で生徒と共に成長していく物語。
花巻市立前田小学校にてロケが行われ、同校の生徒や教職員がエキストラ参加していた。2012年3月18日に行われた前田小学校の閉校式には、樹木がプロデューサーの小林由紀子と共に来校し、最後の在校生生15名を激励している。
2024年6月28日にシリーズ全10作を一挙に収録・ソフト化自体初めてとなるDVDが発売された。

## キャスト
- 主演:樹木希林
- 出演者:渡辺満里奈、三浦幸太郎、中川安奈、高村祐毅、円城寺あや、永澤俊矢、中村敦夫、長岡輝子、綾田俊樹、笠原秀幸、清水沙映

## スタッフ
- 脚本：高橋正圀
- 音楽：林光
- 演出：猪原達三、仲倉重郎
- プロデューサー：小林由紀子
- 制作：関西テレビ、フイルムフェイス